# Незалежні концертні тури Marilyn Manson
Перш ніж вирушити в офіційний тур за підтримки мейджор-лейблу американський рок-гурт Marilyn Manson провів кілька років «виступаючи незалежно» в різних містах Флориди, таких як Форт-Лодердейл, Бока Ратон, Маямі-Біч тощо. За цей час, як відомо, для участі у концертах група залишала штат лише тричі. До серпня 1992 року колектив виступав під назвою Marilyn Manson & The Spooky Kids. Гурт грав ці незалежні шоу з 28 квітня 1990 по 4 червня 1994.
Під час ери Spooky Kids на сцені були присутні дівчата в крові з масками тварин на обличчі, замкнені у металеві клітки, жінки прасували нацистські прапори, поряд з клавішними Поґо можна було помітити різні атрибути, зокрема дитячі іграшки та голови відокремлені від ляльок.
11 липня 1990 перші 10 осіб з x на лобі отримали «Manson's Milk Choklit Bars for Satanic Superheroes», плитку молочного шоколаду, випущеного обмеженою партією (10 шт.).

## Учасники
- Мерілін Менсон — вокал
- Дейзі Берковіц — гітара
- Олівія Ньютон Банді (28 квітня 1990-1 червня 1990), Ґіджет Ґейн (14 червня 1990-31 грудня 1993), Твіґґі Рамірез (з 1 січня 1994) — бас-гітара
- Жа Жа Спек (28 квітня 1990-1 червня 1990), Мадонна Вейн Ґейсі (з 27 липня 1990) — клавішні
- Драм-машина Yamaha RX-8 (28 квітня 1990-5 серпня 1991), Сара Лі Лукас (з 11 серпня 1991) — барабани

Після четвертого виступу Жа Жа Спек та Олівію Ньютон Банді звільнили з гурту (за «Довга важка дорога з пекла» — після другого). На їхні місця прийшли Мадонна Вейн Ґейсі, котрий на той час не мав клавішних, тому просто грав із солдатиками на сцені, та Ґіджет Ґейн, гітарист місцевої групи Insanity Assassin.

## Сет-ліст
Протягом перших двох років існування гурт записав достатньо пісень для виступів наживо, деякі з них колектив більше не грав після завершення ери Spooky Kids. Нижче наведено перелік композицій, які звучали найчастіше, у порядку, в котрому вони зазвичай виконувалися:
1. «Cake and Sodomy»
2. «Learning to Swim»
3. «White Knuckles»
4. «Suicide Snowman»
5. «Lunchbox»
6. «Dope Hat»
7. «My Monkey»
8. «Misery Machine»

У період закінчення запису дебютного студійного альбому Portrait of an American Family для інтро та аутро використовувалися семпли автовідповідача. Сет-ліст був таким:
1. «Get Your Gunn»
2. «Filth»
3. «Suicide Snowman»
4. «Dope Hat»
5. «White Knuckles»
6. «Sweet Tooth»
7. «Wrapped in Plastic»
8. «Lunchbox»
9. «Choklit Factory»
10. «Misery Machine»
11. «Thrift»
12. «Cake and Sodomy»
13. «Dune Buggy»

## Дати концертів
| №                | Дата              | Місто                     | Країна           | Місце проведення     |
| Північна Америка | Північна Америка  | Північна Америка          | Північна Америка | Північна Америка     |
| ---------------- | ----------------- | ------------------------- | ---------------- | -------------------- |
| 1                | 28 квітня 1990    | Маямі-Біч, Флорида        | США              | Churchill's Hideaway |
| 2                | 3 травня 1990     | Форт-Лодердейл, Флорида   | США              | Reunion Room         |
| 3                | 30 травня 1990    |                           |                  |                      |
| 4                | 1 червня 1990     | Бока-Ратон, Флорида       | США              | Weekends             |
| 5                | 14 червня 1990    | Бока-Ратон, Флорида       | США              | Sinbads              |
| 6                | 27 червня 1990    | Голландейл-Біч, Флорида   | США              | Button South         |
| 7                | 4 липня 1990      | Форт-Лодердейл, Флорида   | США              | Club Nu              |
| 8                | 11 липня 1990     | Голландейл-Біч, Флорида   | США              | Button South         |
| 9                | 19 липня 1990     | Маямі-Біч, Флорида        | США              | Washington Square    |
| 10               | 27 липня 1990     | Форт-Лодердейл, Флорида   | США              | Reunion Room         |
| 11               | 11 серпня 1990    | Голландейл-Біч, Флорида   | США              | Button South         |
| 12               | 17 серпня 1990    | Маямі-Біч, Флорида        | США              | Churchill's Hideaway |
| 13               | 29 серпня 1990    | Голландейл-Біч, Флорида   | США              | Button South         |
| 14               | 13 вересня 1990   | Форт-Лодердейл, Флорида   | США              | Squeeze              |
| 15               | 26 жовтня 1990    | Бока-Ратон, Флорида       | США              | Weekends             |
| 16               | 15 листопада 1990 | Форт-Лодердейл, Флорида   | США              | Squeeze              |
| 17               | 14 грудня 1990    | Деві, Флорида             | США              | Plus 5               |
| 18               | 19 грудня 1990    | Голландейл-Біч, Флорида   | США              | Button South         |
| 19               | 27 грудня 1990    | Маямі-Біч, Флорида        | США              | Washington Square    |
| 20               | 7 лютого 1991     | Голландейл-Біч, Флорида   | США              | Button South         |
| 21               | 21 лютого 1991    | Форт-Лодердейл, Флорида   | США              | Squeeze              |
| 22               | 27 лютого 1991    | Форт-Лодердейл, Флорида   | США              | Squeeze              |
| 23               | 21 березня 1991   | Голландейл-Біч, Флорида   | США              | Button South         |
| 24               | 11 квітня 1991    | Маямі-Біч, Флорида        | США              | Club Nu              |
| 25               | 26 квітня 1991    | Форт-Лодердейл, Флорида   | США              | Reunion Room         |
| 26               | 1 травня 1991     | Маямі-Біч, Флорида        | США              | The Institute        |
| 27               | 10 травня 1991    | Бока-Ратон, Флорида       | США              | Weekends             |
| 28               | 16 травня 1991    | Маямі-Біч, Флорида        | США              | Club Nu              |
| 29               | 30 травня 1991    | Голландейл-Біч, Флорида   | США              | Button South         |
| 30               | 14 червня 1991    | Бока-Ратон, Флорида       | США              | Sinbads              |
| 31               | 27 червня 1991    | Голландейл-Біч, Флорида   | США              | Button South         |
| 32               | 11 липня 1991     | Голландейл-Біч, Флорида   | США              | Button South         |
| 33               | 19 липня 1991     | Маямі-Біч, Флорида        | США              | Washington Square    |
| 34               | 25 липня 1991     | Маямі-Біч, Флорида        | США              | Cameo Theatre        |
| 35               | 27 липня 1991     | Форт-Лодердейл, Флорида   | США              | Reunion Room         |
| 36               | 1 серпня 1991     | Голландейл-Біч, Флорида   | США              | Button South         |
| 37               | 5 серпня 1991     | Форт-Лодердейл, Флорида   | США              | Reunion Room         |
| 38               | 11 серпня 1991    | Голландейл-Біч, Флорида   | США              | Button South         |
| 39               | 15 серпня 1991    | Санрайз, Флорида          | США              | Purple Grotto        |
| 40               | 17 серпня 1991    | Бока-Ратон, Флорида       | США              | Weekends             |
| 41               | 29 серпня 1991    | Голландейл-Біч, Флорида   | США              | Button South         |
| 42               | 13 вересня 1991   | Форт-Лодердейл, Флорида   | США              | Squeeze              |
| 43               | 29 вересня 1991   | Деві, Флорида             | США              | The Round Up Davie   |
| 44               | 4 жовтня 1991     | Атланта, Джорджія         | США              | Club Roxy            |
| 45               | 9 жовтня 1991     | Форт-Лодердейл, Флорида   | США              | Squeeze              |
| 46               | 26 жовтня 1991    | Бока-Ратон, Флорида       | США              | Weekends             |
| 47               | 24 листопада 1991 |                           |                  |                      |
| 48               | 29 листопада 1991 | Маямі-Біч, Флорида        | США              | Washington Square    |
| 49               | 4 грудня 1991     | Форт-Лодердейл, Флорида   | США              | Squeeze              |
| 50               | 19 грудня 1991    | Голландейл-Біч, Флорида   | США              | Button South         |
| 51               | 27 грудня 1991    | Маямі-Біч, Флорида        | США              | Washington Square    |
| 52               | 16 січня 1992     | Голландейл-Біч, Флорида   | США              | Button South         |
| 53               | 17 січня 1992     | Форт-Лодердейл, Флорида   | США              | Rosebud's            |
| 54               | 1 лютого 1992     | Голландейл-Біч, Флорида   | США              | Button South         |
| 55               | 5 лютого 1992     | Форт-Лодердейл, Флорида   | США              | Squeeze              |
| 56               | 16 лютого 1992    | Корал-Спрінґс, Флорида    | США              | Illusions            |
| 57               | 16 березня 1992   | Форт-Лодердейл, Флорида   | США              | Reunion Room         |
| 58               | 12 квітня 1992    | Маямі-Біч, Флорида        | США              | Washington Square    |
| 59               | 18 квітня 1992    | Сент-Пітерсбург, Флорида  | США              | ACL Club             |
| 60               | 25 квітня 1992    | Сент-Пітерсбург, Флорида  | США              | ACL Club             |
| 61               | 26 квітня 1992    | Тампа, Флорида            | США              | Morrissound Studios  |
| 62               | 1 травня 1992     | Маямі-Біч, Флорида        | США              | The Institute        |
| 63               | 20 травня 1992    | Форт-Лодердейл, Флорида   | США              | Squeeze              |
| 64               | 30 травня 1992    | Маямі-Біч, Флорида        | США              | Washington Square    |
| 65               | 18 липня 1992     | Маямі-Біч, Флорида        | США              | Washington Square    |
| 66               | 23 липня 1992     |                           |                  |                      |
| 67               | 25 липня 1992     |                           |                  |                      |
| 68               | 31 липня 1992     | Деві, Флорида             | США              | Plus 5               |
| 69               | 1 серпня 1992     | Деві, Флорида             | США              | Plus 5               |
| 70               | 12 серпня 1992    | Форт-Лодердейл, Флорида   | США              | Squeeze              |
| 71               | 23 серпня 1992    | Форт-Лодердейл, Флорида   | США              | Rosebud's            |
| 72               | 25 листопада 1992 | Голландейл-Біч, Флорида   | США              | Treehouse            |
| 73               | 2 грудня 1992     | Форт-Лодердейл, Флорида   | США              | Squeeze              |
| 74               | 4 грудня 1992     | Деві, Флорида             | США              | Plus 5               |
| 75               | 31 грудня 1992    | Форт-Лодердейл, Флорида   | США              | Squeeze              |
| 76               | 17 січня 1993     | Форт-Лодердейл, Флорида   | США              | Rosebud's            |
| 77               | 10 лютого 1993    | Маямі-Біч, Флорида        | США              | Washington Square    |
| 78               | 24 лютого 1993    | Деві, Флорида             | США              | Plus 5               |
| 79               | 26 лютого 1993    | Форт-Лодердейл, Флорида   | США              | Squeeze              |
| 80               | 12 березня 1993   | Деві, Флорида             | США              | Plus 5               |
| 81               | 13 березня 1993   | Маямі-Біч, Флорида        | США              | Cactus Cantina       |
| 82               | 16 квітня 1993    | Форт-Лодердейл, Флорида   | США              | Squeeze              |
| 83               | 17 квітня 1993    | Форт-Лодердейл, Флорида   | США              | Squeeze              |
| 84               | 1 травня 1993     | Деві, Флорида             | США              | Plus 5               |
| 85               | 17 вересня 1993   | Маямі-Біч, Флорида        | США              | Washington Square    |
| 86               | 18 вересня 1993   | Деві, Флорида             | США              | Plus 5               |
| 87               | 1 листопада 1993  | Деві, Флорида             | США              | Plus 5               |
| 88               | 4 грудня 1993     | Деві, Флорида             | США              | Plus 5               |
| 89               | 31 грудня 1993    | Деві, Флорида             | США              | Plus 5               |
| 90               | 1 січня 1994      | Форт-Лодердейл, Флорида   | США              | Squeeze              |
| 91               | 12 лютого 1994    | Деві, Флорида             | США              | Plus 5               |
| 92               | 24 лютого 1994    | Деві, Флорида             | США              | Plus 5               |
| 93               | 12 березня 1994   | Деві, Флорида             | США              | Plus 5               |
| 94               | 4 квітня 1994     | Сан-Франциско, Каліфорнія | США              |                      |
| 95               | 7 квітня 1994     | Чикаго, Іллінойс          | США              | Riviera Nightclub    |
| 96               | 23 квітня 1994    | Форт-Лодердейл, Флорида   | США              | Squeeze              |
| 97               | 4 червня 1994     | Деві, Флорида             | США              | Plus 5               |